# 시카다 3301 (영화)
《시카다 3301》(영어: Dark Web: Cicada 3301)는 2021년 공개된 미국의 액션 코미디 스릴러 영화이다. 실재하는 동명의 다크 웹 조직을 모티브로 했다. 쿠키 영상이 있다.

## 출연
- 잭 케시 - 코너 블랙 역
- 코너 레슬리 - 궨 역
- 론 펀치스 - 아비 역
- 앨런 리치슨 - 카버 요원 역
- 크리스 홀든리드 - 필립 드브와 역
- 앨 새피엔자 - 마이크 크로프트 역
- 키안 바라잔데 - 데이비드 역
- 어바 블랙웰 - 그리스 여성 홀로그램 역

## 기타
- 실존하는 딥 웹 단체를 재현한 영화이므로 예고편이나 포스터에도 'Good luck!'이 들어간다. 메가박스에는 이 단체의 단서 종이를 재현한 홍보물을 만들기도 했다.
- 이 단체에 대한 이야기는 실제이지만, 영화의 초반 내용은 실화랑 다르다.